# Saison 2009-2010 du Nîmes Olympique
Maillots
Chronologie
Saison précédente Saison suivante
La saison 2009-2010 du Nîmes Olympique voit le club disputer la soixante-et-onzième édition du Championnat de France de football de Ligue 2, championnat auquel le club participe pour la vingt-sixième fois de son histoire, ceci après avoir terminé dix-septième à l'issue de la saison précédente.

## Préparation
Reprise de l'entraînement le 25 juin pour les crocodiles, suivit d'un stage en Corse à Propriano du 1er au 11 juillet où ces derniers parcourent notamment le GR 20.
Le soir du 10 juillet, dernier jour du stage en Corse, les crocos effectuent deux oppositions raccourcies; la première face à une sélection de joueurs locaux composée majoritairement d'éléments du CA Propriano (victoire 3 buts à 0, 2 buts de Colloredo et un de Djellilahine); la seconde face au GFCO Ajaccio évoluant en CFA et remportée 2 buts à 0 (buts de Malm et Maisonneuve).

## Effectif professionnel
| N° | Nom                     | Poste     | Naissance                               | Nationalité | Sélection        | Dernier Club          |
| 30 | Sébastien Gimenez       | Gardien   | 21 mars 1974 à Avignon                  | France      |                  | FC Sète               |
| 1  | Nicolas Puydebois       | Gardien   | 28 février 1981 à Bron                  | France      | France           | RC Strasbourg         |
| 16 | Haidar Al-Shaibani      | Gardien   | 31 mars 1984 à Sétif                    | Canada      | Canada           | Western Ontario       |
| 3  | Salaheddine Sbai        | Défenseur | 21 août 1985 à Rabat                    | Maroc       | Maroc            | Sporting de Charleroi |
| 4  | Yohan Bocognano         | Défenseur | 16 juin 1990 à Ajaccio                  | France      | Corse            | AC Ajaccio            |
| 18 | Benoît Poulain          | Défenseur | 24 juillet 1987 à Montpellier           | France      |                  | Formé au club         |
| 12 | Saad Ichalalène         | Défenseur | 27 mars 1987 à Saint-Denis              | Algérie     | Algérie Espoir   | Paris SG              |
| 29 | Abderaouf Zarabi        | Défenseur | 26 mars 1979 à Alger                    | Algérie     | Algérie          | Hibernians FC         |
| 5  | Miodrag Stošić          | Défenseur | 25 février 1981 à Belgrade              | Serbie      |                  | FK Vojvodina          |
| 34 | Yassine Haddou          | Défenseur | 21 mai 1989 à Narbonne                  | France      |                  | Formé au club         |
| 27 | Saïd Aït Bahi           | Défenseur | 8 décembre 1984 à Rabat                 | Maroc       |                  | FC Gueugnon           |
| 6  | Grégory Poirier         | Milieu    | 9 juillet 1982 à La Rochelle            | France      |                  | AC Arles              |
| 7  | Nicolas Bayod           | Milieu    | 7 mars 1982 à Toulouse                  | France      |                  | LB Châteauroux        |
| 8  | Johan Cavalli           | Milieu    | 12 septembre 1981 à Ajaccio             | France      | Corse            | RAEC Mons             |
| 21 | Paul Maisonneuve        | Milieu    | 22 décembre 1986 à Nîmes                | France      |                  | Formé au club         |
| 14 | Cédric Horjak           | Milieu    | 24 février 1979 à Saint-Étienne         | France      |                  | AC Arles              |
| 20 | Mehdi Mostefa           | Milieu    | 30 août 1983 à Dijon                    | France      | Algérie Espoir   | FC Sète               |
| 19 | Moussa Sidibé           | Milieu    | 22 août 1981 à Paris                    | France      |                  | Vannes OC             |
| 33 | Otman Djellilahine      | Milieu    | 12 février 1987 à Carcassonne           | France      |                  | FC Martigues          |
| 13 | Sadio Sow               | Milieu    | 13 mars 1976 à Dakar                    | Sénégal     |                  | Kawkab Marrakech      |
| 17 | Cédric N'Doumbé         | Milieu    | 11 octobre 1990 à Yaoundé               | Cameroun    | Cameroun espoirs | RSC Anderlecht        |
| 26 | Alphousseyni Keita      | Milieu    | 13 novembre 1985 à Bamako               | Mali        | Mali             | Le Mans UC            |
| 23 | Abdelmounaïm El-Hajaoui | Attaquant | 30 août 1984 à Errachidia               | France      |                  | FC Sète               |
| 9  | Mickaël Colloredo       | Attaquant | 16 septembre 1980 à Lyon                | France      |                  | FC Sète               |
| 28 | Jonathan Ayité          | Attaquant | 21 juillet 1985 à Bordeaux              | France      | Togo             | Stade brestois        |
| 15 | Jean-Jacques Mandrichi  | Attaquant | 3 juin 1984 à Bastia                    | France      | Corse            | AC Ajaccio            |
| 10 | Vladimir Buač           | Attaquant | 26 décembre 1984 à Knin                 | Serbie      |                  | FK Vojvodina          |
| 24 | Andy Delort             | Attaquant | 9 octobre 1991 à Sète                   | France      |                  | AC Ajaccio            |
| 11 | Benjamin Moukandjo      | Attaquant | 12 novembre 1988 à Douala               | Cameroun    | Cameroun espoirs | Stade rennais         |
| 25 | Yannick Boli            | Attaquant | 13 janvier 1988 à Saint-Maur-des-Fossés | France      |                  | Paris SG              |
| 2  | Imad Zatara             | Attaquant | 1er octobre 1984 à Stockholm            | Suède       | Palestine        | Syrianska FC          |
| ?  | Romain Thibault         | Attaquant | 6 janvier 1991 à Nîmes                  | France      |                  | Formé au club         |

## Transferts

### Été 2009
| Nom                     | Nationalité               | Transfert                                       | Provenance/Destination | Division      |
| Arrivées                |                           |                                                 |                        |               |
| Benjamin Moukandjo      | Cameroun                  | Transfert                                       | Stade rennais          | Ligue 1       |
| Andy Delort             | France                    | Libre                                           | AC Ajaccio             | Ligue 2       |
| Haidar Al Shaibani      | Canada                    | Libre                                           | Western Ontario        | Universitaire |
| Vladimir Buač           | Serbie                    | Libre                                           | FK Vojvodina           | D1            |
| Sadio Sow               | Sénégal                   | Libre                                           | Kawkab Marrakech       | D1            |
| Cédric N'Doumbé         | Cameroun                  | Libre                                           | RSC Anderlecht         | D1            |
| Stéphane Auvray         | France                    | Libre                                           | Vannes OC              | Ligue 2       |
| Grégory Poirier         | France                    | Libre                                           | AC Arles               | National      |
| Miodrag Stošić          | Serbie                    | Libre                                           | FK Vojvodina           | D1            |
| Yohan Bocognano         | France                    | Premier contrat pro.                            | AC Ajaccio             | Ligue 2       |
| Abdelmounaïm El-Hajaoui | France                    | Libre                                           | FC Sète                | National      |
| Salaheddine Sbai        | Maroc                     | Libre                                           | Sporting de Charleroi  | D1            |
| Jean-Jacques Mandrichi  | France                    | Transfert définitif (Levée de l'option d'achat) | AC Ajaccio             | Ligue 2       |
| Otman Djellilahine      | France                    | Retour de Prêt                                  | FC Martigues           | CFA           |
| Tagro Baléguhé          | Côte d'Ivoire             | Retour de Prêt                                  | AC Arles               | National      |
| Départs                 |                           |                                                 |                        |               |
| Robert Malm             | Togo                      | Rupture de contrat                              | AS Cannes              | National      |
| Manassé Enza-Yamissi    | République centrafricaine | Premier contrat pro.                            | FC Sochaux             | Ligue 1       |
| Jérémie Roumégous       | France                    | Fin de contrat                                  | LB Châteauroux         | Ligue 2       |
| Étienne Cousyn          | France                    | Fin de contrat                                  | Sporting Toulon Var    | CFA           |
| Aliou Cissé             | Sénégal                   | Fin de contrat                                  |                        |               |
| Florent Besnard         | France                    | Fin de contrat                                  | AS Moulins             | National      |
| William Massot          | France                    | Rupture de contrat                              | Rodez AF               | National      |
| Sadio Sankharé          | France                    | Rupture de contrat                              |                        |               |
| Idriss Ech-Chergui      | France                    | Rupture de contrat                              |                        |               |
| Guillaume Lovergne      | France                    | Rupture de contrat                              | Arrêt                  |               |
| Alphousseyni Keita      | Mali                      | Retour de prêt                                  | Le Mans UC             | Ligue 1       |
| Malaury Martin          | France                    | Retour de prêt                                  | AS Monaco              | Ligue 1       |
| Abdelkader Kraichi      | France                    | Libre                                           | SO Cassis-Carnoux      | National      |

### Hiver 2009
| Nom                | Nationalité | Transfert          | Provenance/Destination | Division |
| Arrivées           |             |                    |                        |          |
| Yannick Boli       | France      | Transfert          | Paris SG               | Ligue 1  |
| Saïd Aït Bahi      | Maroc       | Transfert libre    | FC Gueugnon            | National |
| Alphousseyni Keita | Mali        | Transfert          | Le Mans UC             | Ligue 1  |
| Imad Zatara        | Suède       | Prêt               | Syrianska FC           | D2       |
| Départs            |             |                    |                        |          |
| Stéphane Auvray    | France      | Rupture de contrat | Kansas City Wizards    | MLS      |
| Grégory Adell      | France      | Rupture de contrat | ES Uzès                | CFA 2    |
| Ludovic Liron      | France      | Rupture de contrat | AC Arles-Avignon       | Ligue 2  |

## Les rencontres de la saison

### Matches amicaux
| Date             | Adversaire         | Division | Lieu                                            | Score | Buteurs du NO                                                                | Public |
| ---------------- | ------------------ | -------- | ----------------------------------------------- | ----- | ---------------------------------------------------------------------------- | ------ |
| 14 juillet 2009  | US Le Pontet       | CFA      | Saint-Rémy-de-Provence, Stade de la Petite Crau | 4 - 2 | Thibault 34e, Ayité 49e 58e (sp) 69e                                         | 400    |
| 17 juillet 2009  | RCO Agde           | CFA      | Agde, Stade Louis Sanguin                       | 0 - 1 | Bayod 44e                                                                    | 200    |
| 21 juillet 2009  | ASSEV Goiás        |          | Nîmes, Stade des Costières                      | 7 - 0 | Ayité 6e 42e, Mandrichi 11e, Colloredo 35e, Zarabi 59e, Delort 71e, Malm 73e | 3 247  |
| 24 juillet 2009  | SO Cassis-Carnoux  | National | Vauvert, Stade Radelyevitch                     | 1 - 2 | Ayité 15e                                                                    | 600    |
| 26 juillet 2009  | Excelsior Mouscron | D1 Belge | Mouscron, Le Canonnier                          | 1 - 2 | Ayité 48e, Mandrichi 77e                                                     | 1 500  |
| 28 juillet 2009  | Olympique d'Alès   | DH       | Nîmes, Stade des Costières                      | 5 - 0 | Mandrichi 70e 72e 84e 88e, Thibault 80e                                      | 1 498  |
| 2 septembre 2009 | Équipe de Zambie   | Zambie   | Vendargues, Stade Guillaume Dides               | 0 - 0 | -                                                                            | 300    |
| 9 octobre 2009   | O. Marseille       | Ligue 1  | Nîmes, Stade des Costières                      | 1 - 2 | Poulain 31e (sp)                                                             | 10 756 |
| 13 novembre 2009 | AS Monaco          | Ligue 1  | Nîmes, Stade des Costières                      | 1 - 0 | Mandrichi 62e                                                                | 4 900  |
| 11 janvier 2010  | SO Cassis-Carnoux  | National | Port-de-Bouc, Stade Baudillon                   | 1 - 0 | -                                                                            | -      |

### Ligue 2
| Date              | Journée | Adversaire      | Lieu | Score | Buteurs du NO                      | Class. | Public | Diffusion           | Rapport |
| ----------------- | ------- | --------------- | ---- | ----- | ---------------------------------- | ------ | ------ | ------------------- | ------- |
| 7 août 2009       | 1       | Tours FC        | ext. | 0 - 0 | -                                  | 11e    | 6 308  | Ligue 2 multicanaux | Rapport |
| 14 août 2009      | 2       | Vannes OC       | dom. | 1 - 1 | Ayité 60e                          | 14e    | 9 336  | -                   | Rapport |
| 18 août 2009      | 3       | SC Bastia       | ext. | 6 - 1 | Mostefa 7e                         | 16e    | 3 355  | -                   | Rapport |
| 21 août 2009      | 4       | Dijon FCO       | ext. | 1 - 0 | -                                  | 19e    | 5 075  | -                   | Rapport |
| 28 août 2009      | 5       | FC Metz         | dom. | 1 - 1 | Mandrichi 51e                      | 19e    | 8 753  | -                   | Rapport |
| 11 septembre 2009 | 6       | Havre AC        | ext. | 0 - 2 | Mostefa 56e, Mandrichi 89e         | 14e    | 5 623  | Ligue 2 multicanaux | Rapport |
| 18 septembre 2009 | 7       | Stade lavallois | dom. | 1 - 1 | Ayité 47e                          | 14e    | 7 434  | -                   | Rapport |
| 26 septembre 2009 | 8       | FC Nantes       | ext. | 2 - 1 | Mandrichi 45+1e                    | 17e    | 22 327 | Ligue 2 multicanaux | Rapport |
| 2 octobre 2009    | 9       | EA Guingamp     | dom. | 2 - 0 | Stošić 55e, Mandrichi 88e          | 13e    | 7 482  | -                   | Rapport |
| 16 octobre 2009   | 10      | LB Châteauroux  | ext. | 1 - 2 | Mandrichi 9e, Ayité 69e            | 12e    | 6 859  | -                   | Rapport |
| 23 octobre 2009   | 11      | CS Sedan        | dom. | 3 - 0 | Ayité 40e, 46e (sp), Mandrichi 53e | 8e     | 7 833  | -                   | Rapport |
| 27 octobre 2009   | 12      | AC Ajaccio      | ext. | 2 - 0 | -                                  | 11e    | 2 248  | -                   | Rapport |
| 30 octobre 2009   | 13      | AC Arles        | dom. | 1 - 1 | Ayité 90+1e                        | 9e     | 12 287 | -                   | Rapport |
| 6 novembre 2009   | 14      | Clermont Foot   | ext. | 0 - 1 | Ayité 52e                          | 9e     | 4 797  | -                   | Rapport |
| 27 novembre 2009  | 15      | SM Caen         | dom. | 0 - 4 | -                                  | 11e    | 9 709  | Ma Chaine Sport     | Rapport |
| 1er décembre 2009 | 16      | Angers SCO      | ext. | 1 - 0 | -                                  | 13e    | 4 259  | -                   | Rapport |
| 4 décembre 2009   | 17      | RC Strasbourg   | dom. | 2 - 1 | Moukandjo 20e, Mandrichi 40e       | 9e     | 8 368  | -                   | Rapport |
| 18 décembre 2009  | 18      | Stade brestois  | ext. | 1 - 0 | -                                  | 10e    | 6 960  | -                   | Rapport |
| 22 décembre 2009  | 19      | FC Istres       | dom. | 2 - 1 | Haddou 8e, Bayod 79e               | 9e     | 7 909  | -                   | Rapport |
| 15 janvier 2010   | 20      | Vannes OC       | ext. | 0 - 2 | Moukandjo 4e, Boli 21e             | 6e     | 3 058  | -                   | Rapport |
| 19 janvier 2010   | 21      | SC Bastia       | dom. | 2 - 1 | Mandrichi 26e, Ayité 75e           | 4e     | 6 871  | -                   | Rapport |
| 29 janvier 2010   | 22      | Dijon FCO       | dom. | 2 - 1 | Boli 46e, Mandrichi 58e            | 3e     | 7 530  | -                   | Rapport |
| 5 février 2010    | 23      | FC Metz         | ext. | 3 - 1 | Aït Bahi 44e                       | 4e     | 9 702  | Ligue 2 multicanaux | Rapport |
| 12 février 2010   | 24      | Havre AC        | dom. | 1 - 1 | Zatara 87e                         | 4e     | 8 027  | Ma Chaine Sport     | Rapport |
| 19 février 2010   | 25      | Stade lavallois | ext. | 0 - 0 | -                                  | 5e     | 6 607  | Ma Chaine Sport     | Rapport |
| 26 février 2010   | 26      | FC Nantes       | dom. | 2 - 1 | Zarabi 59e, Boli 63e               | 4e     | 9 116  | Ligue 2 multicanaux | Rapport |
| 5 mars 2010       | 27      | EA Guingamp     | ext. | 0 - 0 | -                                  | 4e     | 9 529  | Ligue 2 multicanaux | Rapport |
| 12 mars 2010      | 28      | LB Châteauroux  | dom. | 1 - 4 | Moukandjo 14e                      | 6e     | 9 378  | Ligue 2 multicanaux | Rapport |
| 19 mars 2010      | 29      | CS Sedan        | ext. | 0 - 0 | -                                  | 6e     | 7 294  | -                   | Rapport |
| 26 mars 2010      | 30      | AC Ajaccio      | dom. | 2 - 0 | Ayité 64e, 78e                     | 4e     | 7 431  | -                   | Rapport |
| 02 avril 2010     | 31      | AC Arles        | ext. | 2 - 0 | -                                  | 6e     | 6 322  | Ligue 2 multicanaux | Rapport |
| 09 avril 2010     | 32      | Clermont Foot   | dom. | 0 - 1 | -                                  | 6e     | 9 418  | -                   | Rapport |
| 19 avril 2010     | 33      | SM Caen         | ext. | 0 - 0 | -                                  | 7e     | 15 492 | Eurosport           | Rapport |
| 23 avril 2010     | 34      | Angers SCO      | dom. | 0 - 1 | -                                  | 8e     | 7 611  | Ligue 2 multicanaux | Rapport |
| 30 avril 2010     | 35      | RC Strasbourg   | ext. | 1 - 1 | Keita 42e                          | 9e     | 10 793 | Ligue 2 multicanaux | Rapport |
| 04 mai 2010       | 36      | Stade brestois  | dom. | 1 - 0 | Ayité 80e                          | 7e     | 6 026  | Ligue 2 multicanaux | Rapport |
| 07 mai 2010       | 37      | FC Istres       | ext. | 2 - 1 | Mandrichi 32e                      | 9e     | 2 883  | Ligue 2 Multiplexe  | Rapport |
| 14 mai 2010       | 38      | Tours FC        | dom. | 1 - 1 | Stošić 89e                         | 10e    | 6 534  | Ligue 2 Multiplexe  | Rapport |

### Coupe de France
| Date             | Tour | Adversaire | Division | Lieu | Score           | Buteurs du NO  | Public | Diffusion | Rapport |
| ---------------- | ---- | ---------- | -------- | ---- | --------------- | -------------- | ------ | --------- | ------- |
| 21 novembre 2009 | 7e   | FC Istres  | Ligue 2  | ext. | 1 - 2           | Ayité 48e, 84e | 1 696  | Eurosport | Rapport |
| 12 décembre 2009 | 8e   | Pau FC     | CFA      | dom. | 1 - 1 tab 2 - 4 | Stošić 90+3e   | 1 879  | Eurosport | Rapport |

### Coupe de la Ligue
Le 1er tour a lieu une semaine avant la reprise du championnat
| Date              | Tour  | Adversaire   | Division | Lieu | Score           | Buteurs du NO  | Public | Diffusion | Rapport |
| ----------------- | ----- | ------------ | -------- | ---- | --------------- | -------------- | ------ | --------- | ------- |
| 1er août 2009     | 1er   | Angers SCO   | Ligue 2  | ext. | 0 - 1           | Ayité 45e      | 3 548  | -         | Rapport |
| 25 août 2009      | 2e    | ES Troyes AC | National | ext. | 2 - 2 tab 0 - 3 | Ayité 13e, 42e | 3 126  | France 4  | Rapport |
| 23 septembre 2009 | 1/16e | Le Mans UC   | Ligue 1  | ext. | 3 - 0           | -              | 7 331  | -         | Rapport |

## Meilleurs buteurs
À l'issue de la saison
| Position | Nom                    | Buts en L2 | Buts en Coupe de France | Buts en Coupe de la Ligue | Total Buts |
| -------- | ---------------------- | ---------- | ----------------------- | ------------------------- | ---------- |
| 1        | Jonathan Ayité         | 11         | 2                       | 3                         | 16         |
| 2        | Jean-Jacques Mandrichi | 10         | -                       | -                         | 10         |
| 3        | Yannick Boli           | 3          | -                       | -                         | 3          |
| -        | Benjamin Moukandjo     | 3          | -                       | -                         | 3          |
| 5        | Miodrag Stošić         | 2          | 1                       | -                         | 3          |
| 6        | Mehdi Mostefa          | 2          | -                       | -                         | 2          |
| 7        | Yassine Haddou         | 1          | -                       | -                         | 1          |
| -        | Nicolas Bayod          | 1          | -                       | -                         | 1          |
| -        | Saïd Aït Bahi          | 1          | -                       | -                         | 1          |
| -        | Imad Zatara            | 1          | -                       | -                         | 1          |
| -        | Abderaouf Zarabi       | 1          | -                       | -                         | 1          |
| -        | Alphousseyni Keita     | 1          | -                       | -                         | 1          |

## Autres équipes

### Réserve
L'équipe réserve du Nîmes Olympique, entraînée par Franck N'Dioro, évolue en CFA2 dans le groupe E.

### Moins de 19 ans
L'équipe des moins de 19 ans du Nîmes Olympique joue en championnat national.

## Liens

### internes
- Nîmes Olympique
- Championnat de France de football L2 2009-2010

### externes
- (fr) Site officiel du club
- (fr) LFP